# Schnals
Schnals (Italiaans: Senales) is een gemeente in de Italiaanse provincie Bolzano (regio Trentino-Zuid-Tirol) en telt 1406 inwoners (31-12-2004). De oppervlakte bedraagt 211 km², de bevolkingsdichtheid is 7 inwoners per km². In de gemeente ligt het ArcheoParc Schnalstal Val Senales.

## Geografie
Schnals grenst aan de volgende gemeenten: Kastelbell-Tschars, Latsch, Mals, Moos in Passeier, Naturns, Partschins, Schlanders.
De volgende Fraktionen maken deel uit van de gemeente:
- Karthaus (Certosa)
- Katharinaberg (Monte Santa Caterina)
- Unser Frau (Madonna di Senales)
- Vernag (Vernago al lago)
- Kurzras (Maso Corto)